# 台北当代芸術館

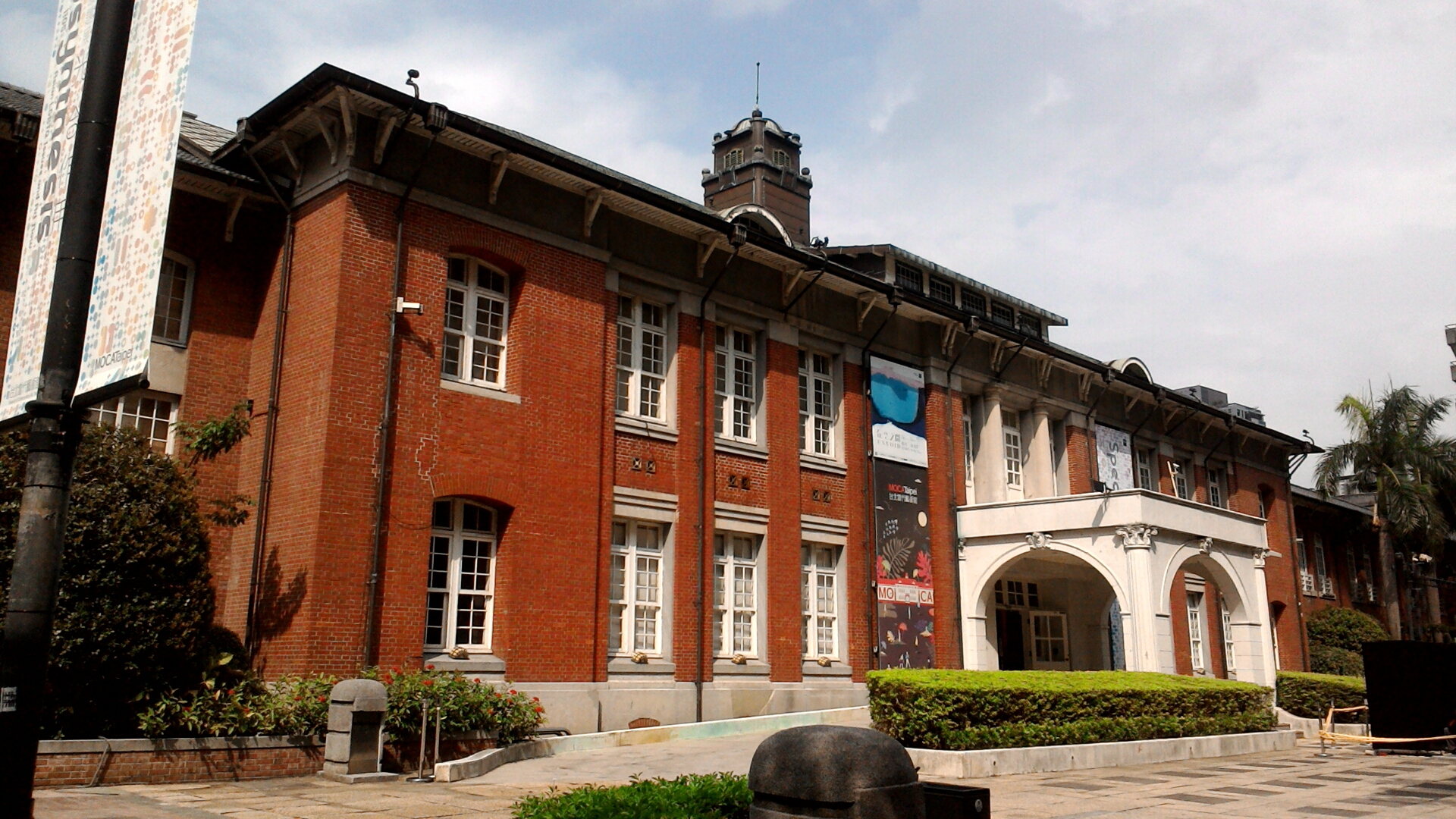
台北当代芸術館（旧台北市庁舎）

台北当代芸術館（たいぺいとうだいげいじゅつかん、中: 台北當代藝術館(たいぺいだんだいいーしゅぐあん)、英: Museum of Contemporary Art Taipei; MOCA Taipei）は台北市大同区にある現代美術の美術館。かつての日本統治時代に建てられた建築を利用しており、台北市政府旧廈として台北市の市定古蹟に認定されている。
台北市立建成国民中学と建物を共有している。

## 歴史

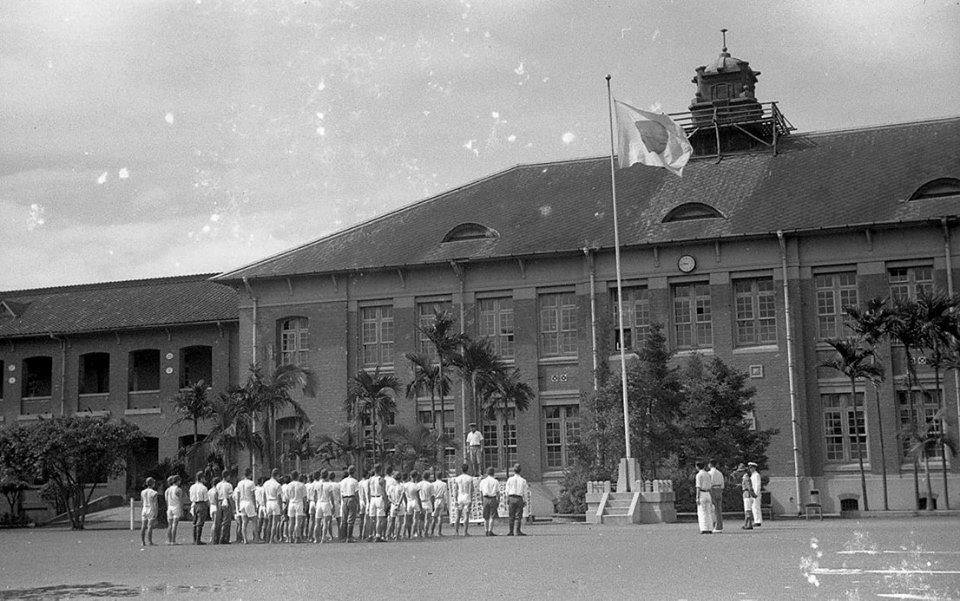
建成国民学校

日本統治時代の1920年ごろ、詔安尋常小学校という日本人向けの学校として開設された。この建設年については複数の資料間で異同があり、1919年、1920年、1921年が示されている。設計は近藤十郎 。1934年に増築された結果おおむね現在の姿に定まった。1940年のさらなる増築後、1941年に建成国民学校と改称された。
太平洋戦争が終結すると、1946年に台北市政府はこの建築を接収、小学校は廃校とした上で市政府庁舎とした。その後1993年まで庁舎として使用されたが、陳水扁市長が1994年に市庁舎を信義区へ移転するとともに、この旧庁舎を学校兼文化施設として再利用する計画を立てた。工事は翌1995年から始まり1996年に完了、1998年05月04日公告により「臺北市政府舊廈（原建成小學校）」として台北市定古蹟認定。2000年に台北当代芸術館と命名され、翌2001年に正式にオープンおよび台北市立建成国民中学と併用されることが決定した。

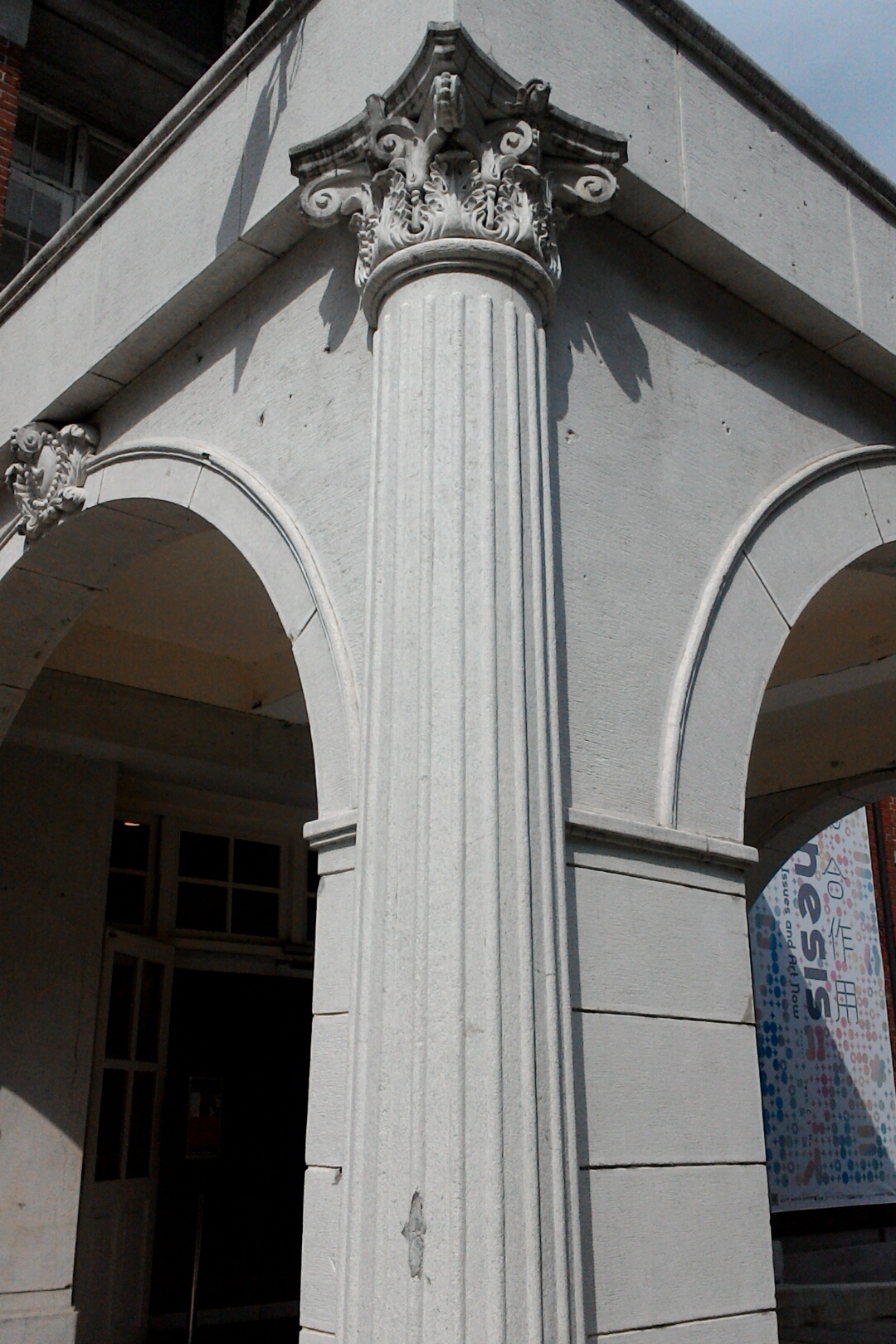
ポーチのコリント式柱頭

## 建築
日本統治時代に起源をもつレンガ造2階建ての建物は、正面入り口に張り出したポーチ（車寄せ）をもつ。ポーチの両側に造形された柱型の柱頭はアカンサスの装飾を持つコリント式。ポーチ上部の2階部分の柱頭は装飾を欠くドリス式となっている。金属板で葺かれた寄棟造屋根の上部には塔を持ち、塔との間にはドーマーウィンドウ（明かり取りの窓）が配されている。このポーチから塔で構成される正面部分を中心として左右対称に各部屋が置かれる。これらの部屋はかつての教室であり、間取りはそのまま生かして展示がなされている。中学校部分はこの裏手にあたる位置にある。

## 展示物

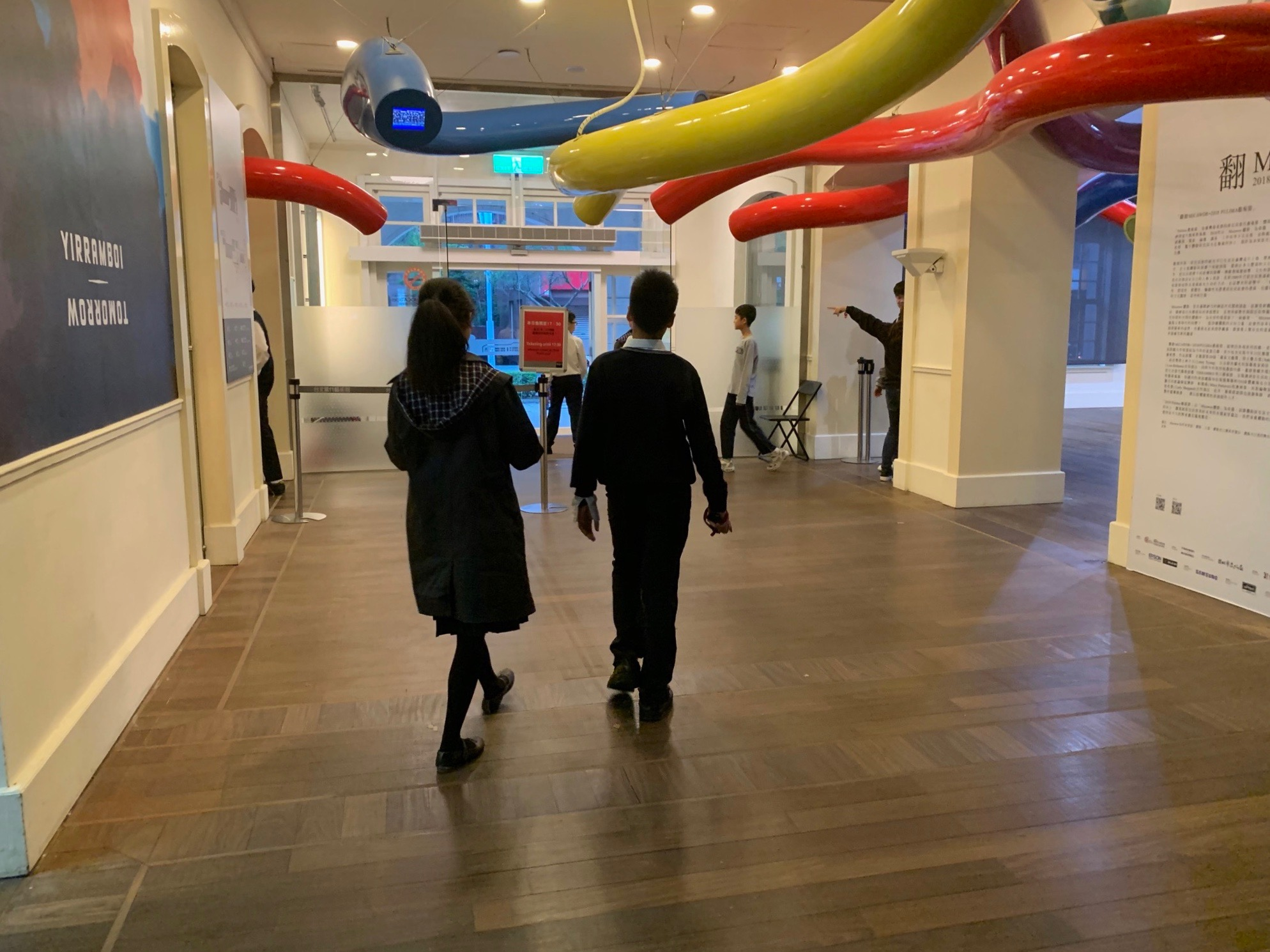
山口勝弘「ドラゴンの形象」

入ってすぐの天井のチューブは「ドラゴンの形象」で山口勝弘による。常設展はなく、各部屋でおよそ2箇月ごとの企画展が行われ、絵画、彫刻や映像、さらには展示空間そのものを使った作品などが展示されている。展示物は施設の名称どおり、現代美術がメイン。
正面右手にあるカフェではアートな土産物も販売されている。
台北当代美術館野外アート作品集

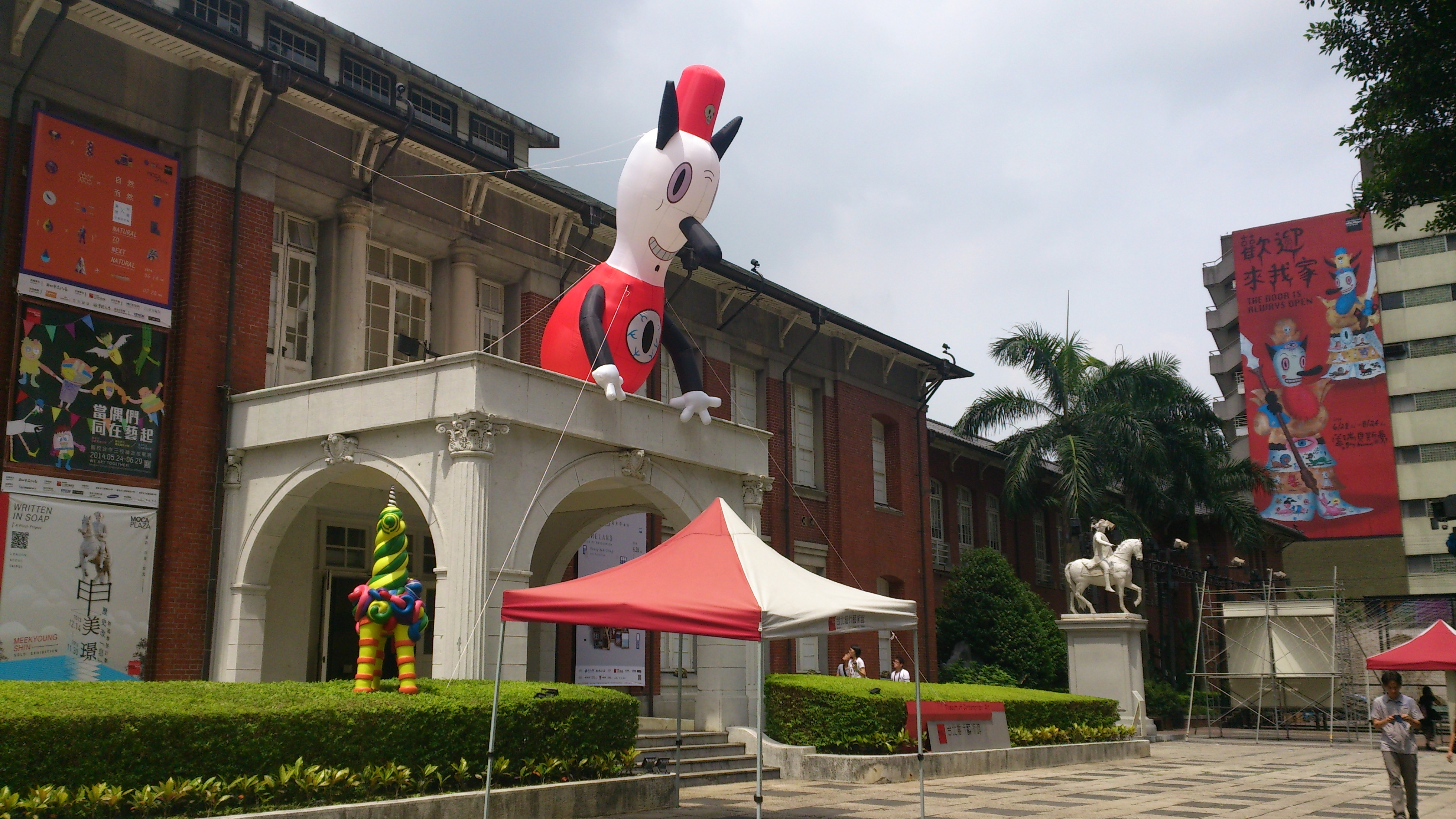
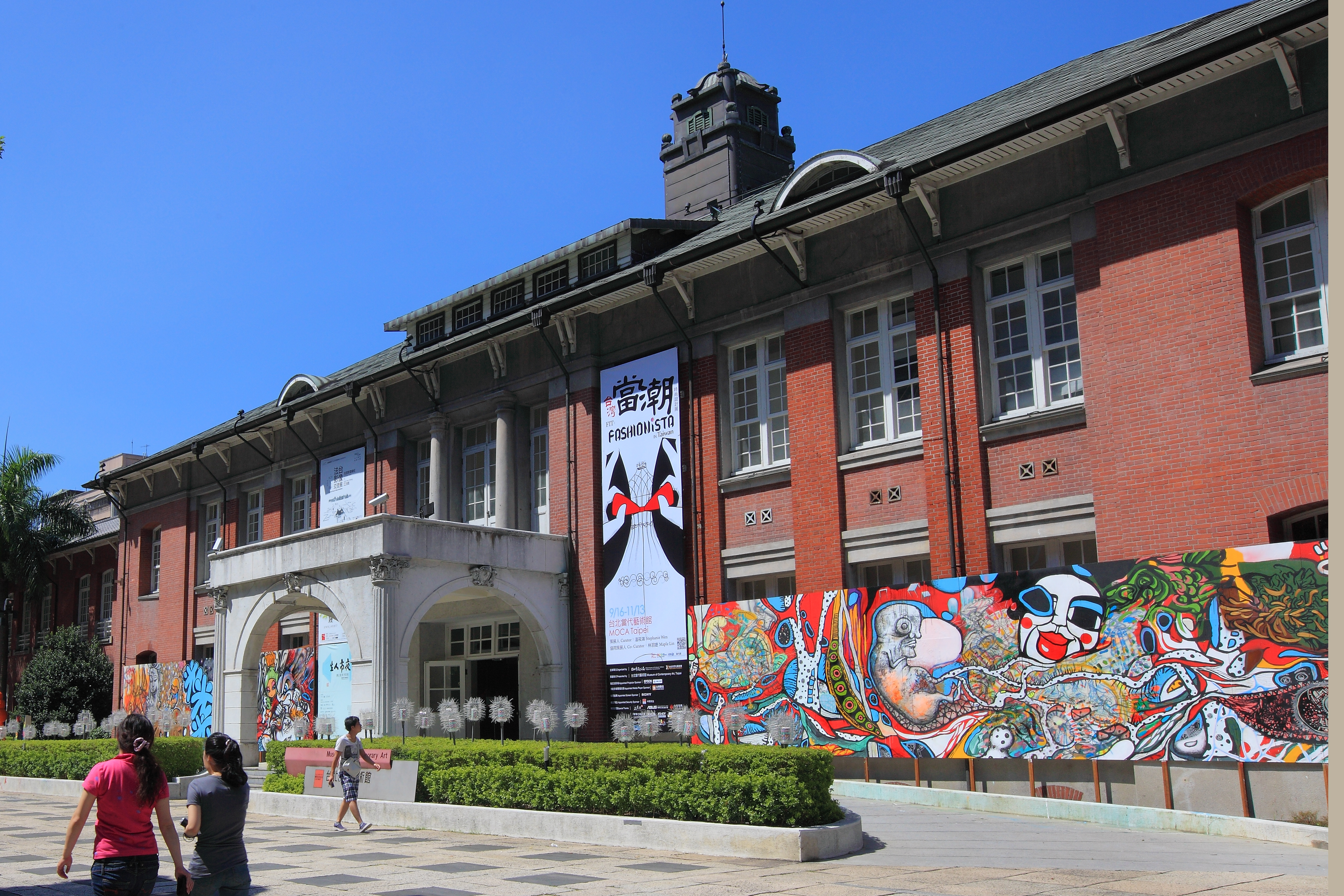
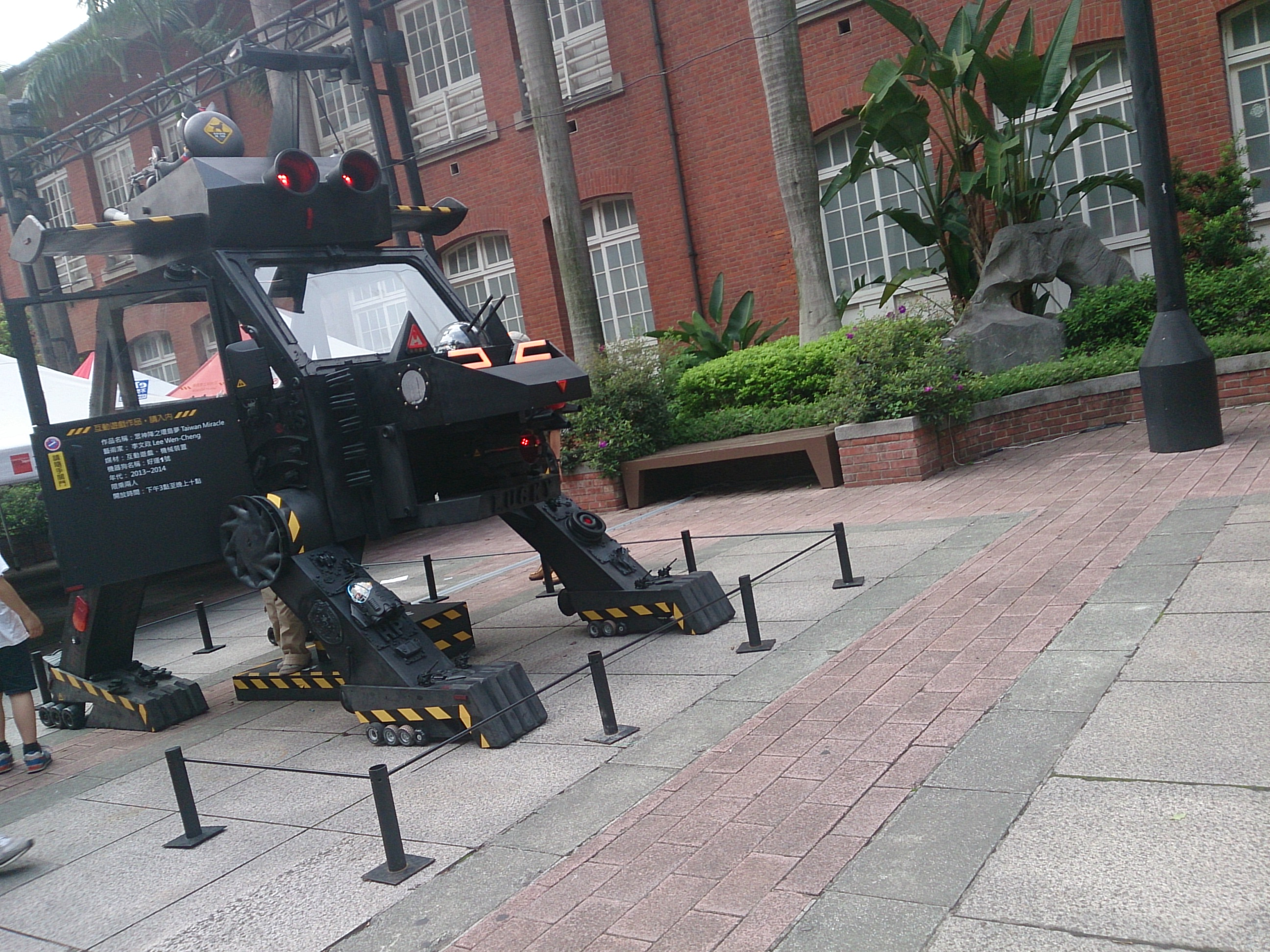
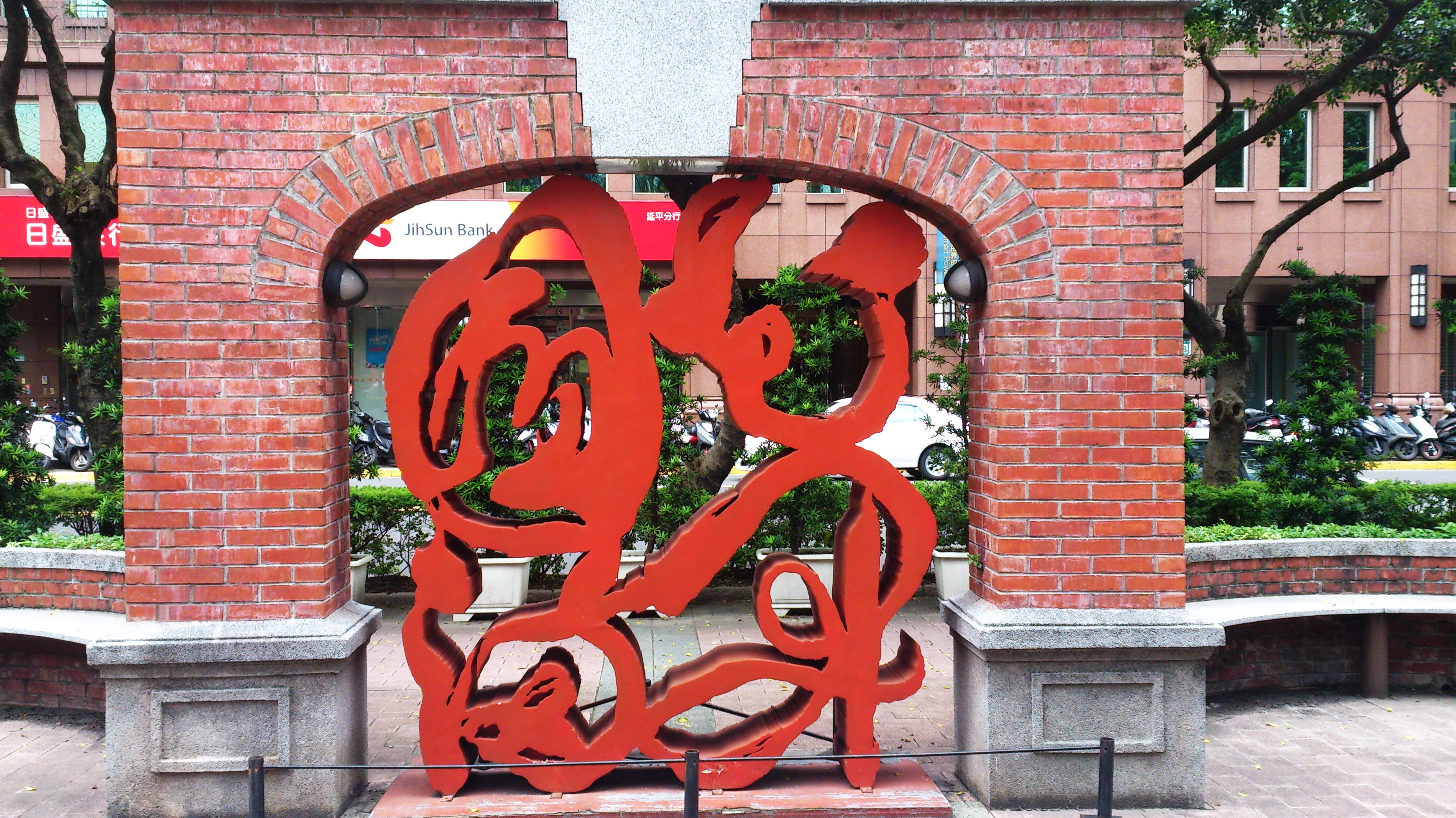
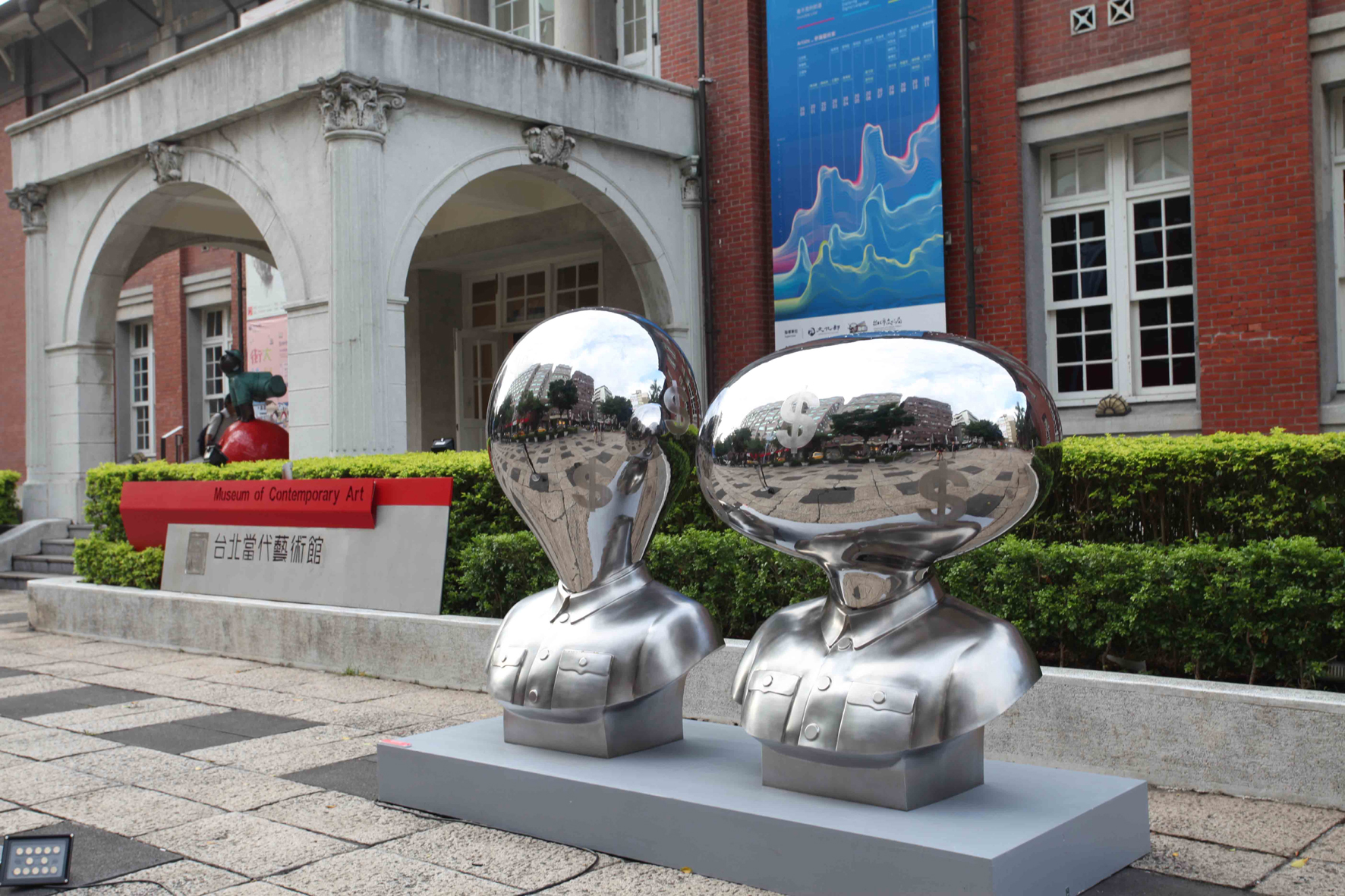
呉少湘（英語版）作『King & Queen』
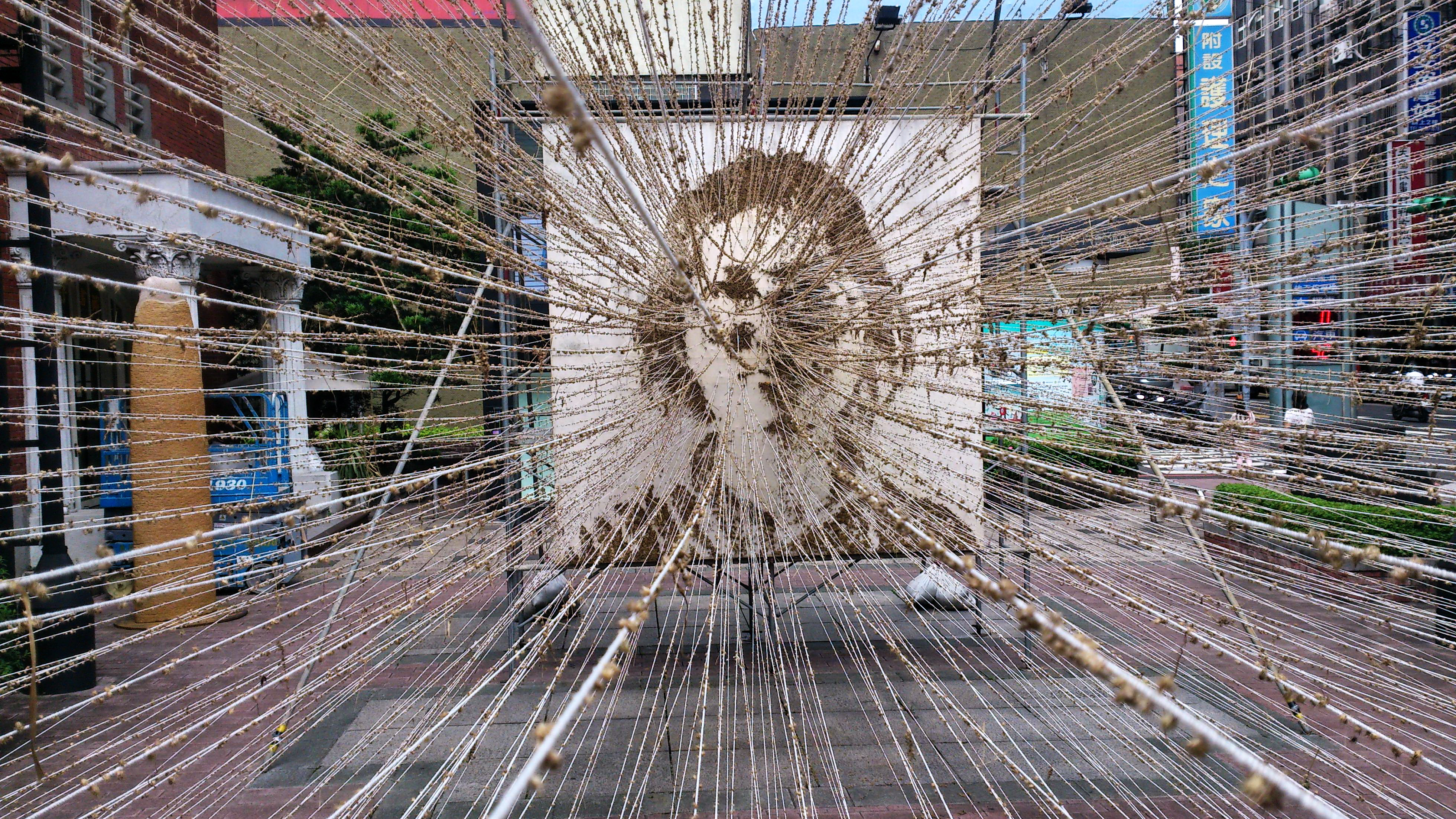
黃步青作「雙凝」

## アクセス
住所表記は台北市長安西路39号。MRTの淡水線または松山新店線にて中山駅下車。
出口1から地上へでて南へ徒歩約5分もしくは中山地下街を台北車站駅方向へ歩き地下街のR4出口から西方へすぐ。
また、複数路線あるバスを利用してもよいし、有料の地下駐車場もある。